# Hennadij Awramenko
Hennadij Wiktorowytsch Awramenko (ukrainisch Геннадій Вікторович Авраменко; * 27. Mai 1965 in Woloskiwzi, Ukrainische SSR) ist ein ehemaliger ukrainischer Sportschütze.

## Erfolge
Hennadij Awramenko nahm an zwei Olympischen Spielen teil. Bei den Olympischen Spielen 1988 qualifizierte er sich in Seoul, für die Sowjetunion startend, im Wettbewerb auf die Laufende Scheibe über die 50-Meter-Distanz mit dem Bestwert von 591 Punkten für das Finale. In diesem erzielte er weitere 95 Punkte und schloss den Wettkampf mit 686 Gesamtpunkten ab, womit er hinter Tor Heiestad und Huang Shiping die Bronzemedaille gewann. 1996 startete er in Atlanta nunmehr für die Ukraine. Im Wettbewerb auf die Laufende Scheibe über die 10-Meter-Distanz belegte er mit 563 Punkten den 15. Platz.
Bereits 1986 wurde Hennadij Awramenko in den Mannschaftskonkurrenzen auf den Laufenden Keiler sowie auf die Laufende Scheibe Weltmeister und gewann darüber hinaus im gemischten Lauf des Laufenden Keilers mit der Mannschaft Silber. 1987 in Budapest und 1989 in Sarajevo folgten jeweils Silbermedaillen im Mannschaftswettbewerb auf die Laufende Scheibe. In Moskau belegte er 1990 im Einzel des Laufenden Keilers im gemischten Lauf den zweiten sowie im Einzel auf die Laufende Scheibe den dritten Platz. Den Mannschaftswettbewerb auf den Laufenden Keiler beendete er auf dem zweiten Rang und sicherte sich im gemischten Lauf mit der Mannschaft seinen dritten Titelgewinn. Im Jahr darauf gewann er in Stavanger im Mannschaftswettbewerb auf die Laufende Scheibe seinen vierten Titel, in der Einzeldisziplin wurde er Vizeweltmeister. Seine letzten WM-Medaillen errang Awramenko 1994 in Mailand in den Einzeldisziplinen des Laufenden Keilers im normalen Lauf mit Bronze und im gemischten Lauf mit Silber. Bei Europameisterschaften gewann er 1989 in Zagreb und 1991 in Bologna den Einzeltitel in der Laufenden Scheibe über die 50-Meter-Distanz sowie 1989 auch in der Mix-Mannschaftskonkurrenz.